# 穆阿台茲
穆阿台茲（阿拉伯语：المعتز，al-Mu'tazz，847年—869年），阿拔斯王朝的第十三代哈里发（公元866年－869年在位）。847年出生，父亲是第十代哈里发穆塔瓦基勒，866年10月17日继承堂兄弟穆斯塔因成为哈里发。在位期間屬於禁衛軍古拉姆掌權的萨迈拉无政府时期。869年去世，由堂兄弟穆赫塔迪即位。